# 도시처녀 시집와요 (영화)
《도시처녀 시집와요》는 1993년 평양연극영화대학이 제작한 조선민주주의인민공화국의 영화이다. 주연 배우는 리경희, 성식이다. 도시에서 살던 아름다운 처녀가 무뚝뚝한 시골총각을 만나, 발생하는 해프닝을 그린 영화이다.

## 출연

### 주연
- 리경희
- 성식